# Échangeur d'Étrembières
L'échangeur autoroutier d'Étrembières est situé à Étrembières, Haute-Savoie, France, à 3 kilomètres à l'est de Genève, Suisse. Il est composé d'un ensemble de bretelles et d'un giratoire. L'échangeur permet à l'autoroute A40 d'être reliée à l'est de Genève via l'autoroute A411. Il permet également de desservir Annemasse.

## Axes concernés
- l'autoroute A40 (Lyon/Mâcon - Chamonix-Mont-Blanc) ;
- l'autoroute A411 vers Genève ;
- la RD 1206 (ex-RN 206) (route de Saint-Julien) (Saint-Julien-en-Genevois - Annemasse) ;
- la RD 2 (route de la Libération) vers Reignier-Ésery et La Roche-sur-Foron.

## Dessertes
- Carrefour de l'Europe d'Étrembières
- Centre commercial d'Étrembières
- Zone industrielle d'Étrembières
- Parc d'activités d'Étrembières
- Hôpital Pays de Savoie